# Трећи конгрес СК Србије
Трећи конгрес Савеза комуниста Србије одржан је од 26. до 29. априла 1954. у згради Коларчевог народног универзитета у Београду. Конгресу је присуствовао 541 делегат које представљао 270.646 чланова Савеза комуниста Србије.
Конгрес је отворио Петар Стамболић секретар Централног комитета СК Србије, након чега је изабрано радно председништво Конгреса и увојен дневни ред — 1. Извештај Централног комитета о раду Савеза комуниста Србије од Другог до Трећег конгреса; 2. Извештај Ревизионе комисије; 3. Реферат о наредним задацима Савеза комуниста Србије; 4. Избор Централног комитета и Ревизионе комисије и 5. Питања и предлози. Отварању конгреса присуствовали су чланови Извршног комитета ЦК СКЈ — Едвард Кардељ, Светозар Вукмановић Темпо и Ђуро Салај. Првог дана Конгреса секретар ЦК СКС Петар Стамболић поднео је извештај о раду Савеза комуниста Србије.
Другог дана Конгрес је радио у комисијама — Организационо-политичкој комисији, Комисији за село и Комисији за идеолошка питања. У раду Организационо-политичке комисије присиствовали су Александар Ранковић, Моша Пијаде и Едвард Кардељ. На бази одлука Шестог конгреса КПЈ, одраног новембра 1952. и искуства из рада партијских организација у Србији, Конгрес је одредио задатке Савеза комуниста Србије у наредном периоду. Нова улога Савеза комуниста изграђена је у условима опште политичке битке против спљољњег и унутрашњег непријатеља.  У поподневним часовима трећег дана Конгреса, делегате је поздравио генерални секретар ЦК СКЈ Јосип Броз Тито. Истог дана усвојени су — Резолуција о извештају Централног комитета СК Србије и Ревизионе комисије и Закључак о будућем раду Савеза комуниста Србије.
Последњег дана рада Конгрес је изабрао Централни комитет од 71 члана и Ревизиону комисију од 17 чланова. На првој седници Централног комитета, одржаној истог дана, изабран је Извршни комитет Централног комитета од 9 чланова, док је за секретара Централног комитета изабран Петар Стамболић.

## Централни комитет
Чланови Централног комитета Савеза комуниста Србије изабрани на Трећем конгресу СК Србије 29. априла 1954. године:
1. Милка Агбаба
2. Срба Андрејевић
3. Риста Антуновић
4. Спасенија Бабовић
5. Милован Батановић
6. Раде Борисављевић
7. Момир Бошковић
8. Раденко Броћић
9. Живан Васиљевић
10. Јован Веселинов
11. Станка Веселинов
12. Радован Грковић
13. Никола Груловић
14. Радивоје Давидовић
15. Стеван Дороњски
16. Спасоје Ђаковић
17. Милорад Зорић
18. Марија Јагодић
19. Иса Јовановић
20. Радивоје Јовановић
21. Павле Јовићевић
22. Десимир Јововић
23. Ђурица Јојкић
24. Срба Јосиповић
25. Милија Ковачевић
26. Воја Лековић
27. Велибор Љујић
28. Драгослав Марковић
29. Мома Марковић
30. Немања Марковић
31. Љубинка Милосављевић
32. Милосав Милосављевић
33. Милка Минић
34. Милош Минић
35. Милорад Митровић
36. Риста Михајловић
37. Душан Мугоша
38. Драгослав Мутаповић
39. Јожеф Нађ
40. Коста Нађ
41. Радисав Недељковић
42. Раја Недељковић
43. Џавид Нимани
44. Ђоко Пајковић
45. Катарина Патрногић
46. Слободан Пенезић
47. Душан Петровић
48. Моша Пијаде
49. Коча Поповић
50. Милентије Поповић
51. Милија Радовановић
52. Добривоје Радосављевић
53. Александар Ранковић
54. Пашко Ромац
55. Петар Стамболић
56. Драги Стаменковић
57. Ристо Стефановић
58. Светислав Стефановић
59. Бранислав Стојановић
60. Илија Тепавац
61. Геза Тиквицки
62. Мијалко Тодоровић
63. Момир Томић
64. Нандор Фаркаш
65. Крсто Филиповић
66. Фадиљ Хоџа
67. Боса Цветић
68. Исмет Шаћири
69. Михаило Швабић
70. Кољ Широка
71. Пал Шоти

## Извршни комитет ЦК
Чланови Извршног комитета Централног комитета Савеза комуниста Србије изабрани на првој седници Централног комитета одржаној 29. априла 1954. године:
1. Петар Стамболић, секретар
2. Риста Антуновић
3. Спасенија Бабовић
4. Јован Веселинов
5. Воја Лековић
6. Милош Минић
7. Слободан Пенезић
8. Душан Петровић
9. Драги Стаменковић